# Муайен (коммуна)
Муайе́н (фр. Moyen) — коммуна во французском департаменте Мёрт и Мозель региона Лотарингия. Относится к  кантону Жербевиллер.	

## География
Муайен расположен в 37 км к юго-востоку от Нанси. Соседние коммуны: Ватимениль и Шенвьер на северо-востоке, Флен на востоке, Маньер на юге, Валлуа и Серанвиль на юго-западе, Жербевиллер и Одонвиль на западе.

## Демография
Население коммуны на 2010 год составляло 527 человек.
| 1962 | 1968 | 1975 | 1982 | 1990 | 1999 | 2010 |
| ---- | ---- | ---- | ---- | ---- | ---- | ---- |
| 583  | 525  | 508  | 506  | 550  | 502  | 527  |

## История

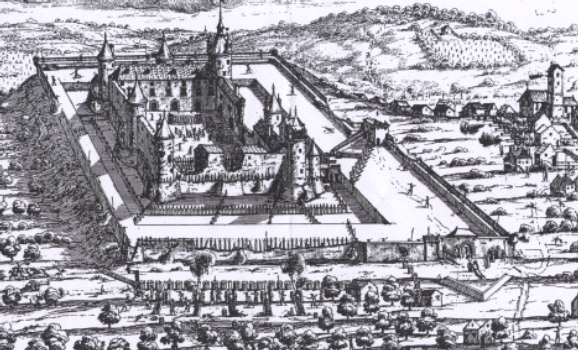
Замок Муайен на гравюре XVII века.

Укрепление на месте коммуны, появилось, видимо ещё в галло-романский период, т.к. известно изначально под названием Medium Castrum. В XII веке поселение принадлежало аббатству в Сеноне. В 1224 году замок с поселением перешёл епископу Меца и до XV века был локальным центром, включавшим Ватимениль, Шенвьер, Сен-Клеман, Ларонкс и приорат Мервавиль. 
В 1444 году старый замок был разрушен и на его месте была возведена крепость с усадьбой, часовней, епископским дворцом и крепостными валами. Крепость была названа Ки-кан-гронь (Qui-qu'en-grogne) и ставшая одним из красивейших мест всего епископата Меца. Такое название, означавшее «Тот, кто рычит» было связано с тем, что епископ нанял буржуа Эпиналя для строительства. Местные же сеньоры были обижены и выражали недовольство, но епископ намеренно прозвал так свою крепость, чтобы показать им своё пренебрежение. В 1555 году епископ Меца, подданный короля Франции поставил в крепости французский гарнизон. 
В 1582 году здесь прошла армия Бургундии, а в 1591 — испанцы. В 1597 году деревня и крепость были сожжены рейтарами. В 1635 году крепость была захвачена герцогом Лотарингии Карлом IV. Хотя в крепости находился французский гарнизон, он не смог продержаться более 5 дней из-за отсутствия воды. В 1639 году замок был захвачен Ришельё, который впоследствии приказал разобрать все крепости Лотарингии. 
В XVIII веке после революции замок был национализирован и его руины стали памятником истории.

## Достопримечательности
- Замок Ки-кан-гронь XV—XVI веков, музей.
- Керамическое производство Шамбретт, позже Кюре Лакруа, построено в 1763 году.
- Мельница Сент-Маргерит (2-я половина XVIII века; 3-я четверть XIX века; 1-я четверть XX века).